# Trung Phụng
Trung Phụng là một phường thuộc quận Đống Đa, thành phố Hà Nội, Việt Nam.
Phường Trung Phụng có diện tích 0,23 km², dân số năm 2022 là 16.998 người, mật độ dân số đạt 73.904 người/km².